# 横尾由衣
横尾 由衣（よこお ゆい、1989年11月15日 - ）は、日本の女子プロレスラー。神奈川県川崎市出身。スターダムに所属していた。神奈川大学卒業。

## 経歴
全日本プロレス、特に大和ヒロシの大ファンであり、プロレスブログを書いていたところをスターダムの風香GMにスカウトされる。
2012年11月16日、4期生候補としてプロテストを受けて合格し、その場でロッシー小川社長より12月24日後楽園ホール大会でのデビューを言い渡された。同団体所属としては初の後楽園デビュー（それまでの生え抜きのデビューはすべて新木場1stRING）。
12月9日、新木場1stRING大会にて試合後のヘイリー・ヘイトレッドにエルボーを連打し、デビュー戦の相手に木村モンスター軍を逆指名。後日ヘイリーとの対戦が発表される。
そしてデビュー戦では武藤敬司ばりのドラゴンスクリューからの足4の字固めやジャイアント馬場のココナッツクラッシュを出すも、ヘイリーのビッグブーツに屈し敗戦。エンディングでは奈苗軍団入りを直訴し、脇澤美穂&須佐えりと組みアーティスト・オブ・スターダム王座に挑戦することが決まった。モットーは情熱スタイルの“王道プロレス”。
2013年4月29日、両国国技館大会の第1試合で遅れてデビューした同期吉乃すみれと組んで、アイスリボンの世羅りさ&山口ルツコと対戦し、世羅からフォールを奪い初の直接勝利。
しかし、5月に左膝の前十字靭帯断裂および半月板の損傷。2013年7月には練習中に左外側支持機構及び内側側副靭帯の損傷。彩羽匠と組んで出場予定だった第5代ゴッデス・オブ・スターダム王座決定トーナメントを棄権。以後、じん帯再建のため2度手術を行い、欠場。
2014年にスターダムが新たな契約制度を導入した際に契約を交わすことなく3月31日付けで退団となった。当初はプロレス活動停止と発表されていたが、自身のブログでは経過が良くないための引退と記している。
その後、一般企業に就職。スカウトのきっかけでもあった男子プロレス観戦を再開している。